# Unione Sportiva Città di Pontedera 2022-2023
Questa voce raccoglie le informazioni riguardanti l'Unione Sportiva Città di Pontedera nelle competizioni ufficiali della stagione 2022-2023.

## Stagione
Nella stagione 2022-2023 il Pontedera disputa il girone B del campionato di Serie C, con 60 punti ottiene il sesto posto, disputa i Play-off nei quali nel primo turno supera il Rimini (2-1), mentre viene eliminato dagli spareggi nel secondo turno pareggiando (1-1) a Gubbio, con gli umbri meglio piazzati, quarti in campionato. Nella Coppa Italia di Serie C la squadra eugubina nel primo turno elimina (2-1) la Recanatese, nel secondo turno supera (0-1) il Pescara, poi negli ottavi di finale è stata eliminata (1-0) dal Padova. Miglior marcatore dei granata in questa stagione è stato Francesco Nicastro arrivato dal Padova, che ha firmato 15 reti, delle quali 2 nei Play-off e 13 in campionato.

## Divise e sponsor
Il fornitore tecnico per la stagione 2022-23 è Erreà.
| Casa | Trasferta | Terza divisa | 110 anni |

## Rosa
| N. |                       | Ruolo | Calciatore         |
| -- | --------------------- | ----- | ------------------ |
| 1  | Italia (bandiera)     | P     | Alessandro Siano   |
| 3  | Italia (bandiera)     | C     | Giuseppe Aurelio   |
| 3  | Portogallo (bandiera) | D     | Tiago Gonçalves    |
| 4  | Italia (bandiera)     | D     | Riccardo Baroni    |
| 5  | Italia (bandiera)     | D     | Mattia Pretato     |
| 5  | Italia (bandiera)     | A     | Lorenzo Peli       |
| 6  | Albania (bandiera)    | D     | Cristian Shiba     |
| 7  | Italia (bandiera)     | A     | Cristian Mutton    |
| 8  | Italia (bandiera)     | C     | Riccardo Ladinetti |
| 9  | Croazia (bandiera)    | A     | Tomi Petrović      |
| 9  | Italia (bandiera)     | A     | Simone Ianesi      |
| 10 | Italia (bandiera)     | C     | Tommaso Fantacci   |
| 10 | Argentina (bandiera)  | A     | Tomás Sosa         |
| 11 | Italia (bandiera)     | A     | Antonio Cioffi     |
| 12 | Italia (bandiera)     | P     | Daniele Cagnina    |
| 13 | Italia (bandiera)     | C     | Giovanni Catanese  |
| 14 | Italia (bandiera)     | D     | Leonardo Di Bella  |

| N. |                      | Ruolo | Calciatore                |
| -- | -------------------- | ----- | ------------------------- |
| 15 | Italia (bandiera)    | D     | Giovanni Bonfanti         |
| 16 | Italia (bandiera)    | C     | Nicolas Izzillo           |
| 17 | Italia (bandiera)    | A     | Marzio Casadidio          |
| 18 | Italia (bandiera)    | C     | Matteo Guidi              |
| 19 | Argentina (bandiera) | D     | Marcos Espeche (capitano) |
| 20 | Italia (bandiera)    | C     | Giacomo Benedetti         |
| 21 | Italia (bandiera)    | C     | Gabriele Perretta         |
| 22 | Italia (bandiera)    | P     | Giuseppe Stancampiano     |
| 23 | Italia (bandiera)    | D     | Marco De Ioannon          |
| 24 | Armenia (bandiera)   | D     | Arman Markosyan           |
| 25 | Italia (bandiera)    | A     | Francesco Nicastro        |
| 26 | Italia (bandiera)    | D     | Cosimo Tripoli            |
| 27 | Italia (bandiera)    | D     | Alessandro Marcandalli    |
| 28 | Italia (bandiera)    | C     | Marco Somma               |
| 29 | Italia (bandiera)    | D     | Riccardo Martinelli       |
| 30 | Italia (bandiera)    | P     | Niccolò Vivoli            |

## Calciomercato

### Sessione estiva(dall'1/7 all'1/9)
| Acquisti | Acquisti               | Acquisti              | Acquisti      |
| R.       | Nome                   | da                    | Modalità      |
| -------- | ---------------------- | --------------------- | ------------- |
| P        | Marco Angeletti        | Imolese               | fine prestito |
| P        | Daniele Cagnina        | Terzo Tempo           | definitivo    |
| P        | Mattia Di Furia        | Certaldo              | fine prestito |
| P        | Alessandro Siano       | Juventus              | svincolato    |
| P        | Giuseppe Stancampiano  |                       | svincolato    |
| D        | Lorenzo Bardini        | Cascina               | fine prestito |
| D        | Riccardo Baroni        | Modena                | prestito      |
| D        | Giovanni Bonfanti      | Sampdoria             | prestito      |
| D        | Alessandro Marcandalli | Genoa                 | prestito      |
| D        | Riccardo Martinelli    | Viterbese             | svincolato    |
| C        | Giuseppe Aurelio       | Sassuolo              | svincolato    |
| C        | Matteo Guidi           | San Donato Tavarnelle | fine prestito |
| C        | Tommaso Fantacci       | Empoli                | prestito      |
| C        | Nicolas Izzillo        | Pisa                  | prestito      |
| C        | Riccardo Ladinetti     | Cagliari              | svincolato    |
| C        | Stefano Parodi         | Fermana               | fine prestito |
| C        | Marco Somma            | Sampdoria             | prestito      |
| A        | Antonio Cioffi         | Napoli                | prestito      |
| A        | Francesco Nicastro     | Padova                | svincolato    |
| A        | Tomi Petrović          | Pordenone             | prestito      |

| Cessioni | Cessioni             | Cessioni           | Cessioni      |
| R.       | Nome                 | a                  | Modalità      |
| -------- | -------------------- | ------------------ | ------------- |
| P        | Marco Angeletti      | Cavese             | svincolato    |
| P        | Mattia Di Furia      | Arezzo             | prestito      |
| P        | Riccardo Melgrati    | Lecco              | svincolato    |
| P        | Andrea Nicoli        | Vis Pesaro         | svincolato    |
| P        | Lorenzo Santarelli   | Pro Sesto          | svincolato    |
| P        | Alex Sposito         | Empoli             | fine prestito |
| D        | Aboubakar Bakayoko   | Vis Pesaro         | definitivo    |
| D        | Lorenzo Bardini      | Mobilieri Ponsacco | svincolato    |
| D        | Nicholas Di Meo      | Nereto             | svincolato    |
| D        | Matteo Martini       | Empoli             | fine prestito |
| D        | Emanuele Matteucci   | Empoli             | fine prestito |
| D        | Lorenzo Milani       | Pescara            | definitivo    |
| C        | Gianluca Barba       | Arzignano          | svincolato    |
| C        | Andrea Caponi        | Pistoiese          | svincolato    |
| C        | Fabio Foglia         |                    | svincolato    |
| C        | Andrea Marianelli    | Gladiator          | svincolato    |
| C        | Gianmarco Regoli     | Monterotondo       | svincolato    |
| C        | Filippo Serena       | Venezia            | fine prestito |
| A        | Giovanni Benericetti | Ponsacco           | svincolato    |
| A        | Simone Magnaghi      | Pordenone          | fine prestito |
| A        | Andrea Magrassi      | Virtus Entella     | fine prestito |
| A        | Andrea Mattioli      | Sassuolo           | fine prestito |

### Operazioni tra le due sessioni
| Acquisti | Acquisti       | Acquisti | Acquisti   |
| R.       | Nome           | da       | Modalità   |
| -------- | -------------- | -------- | ---------- |
| P        | Niccolò Vivoli |          | svincolato |

| Cessioni | Cessioni | Cessioni | Cessioni |
| R.       | Nome     | a        | Modalità |
| -------- | -------- | -------- | -------- |

### Sessione invernale (dal 1/1 al 31/1)
| Acquisti | Acquisti        | Acquisti   | Acquisti   |
| R.       | Nome            | da         | Modalità   |
| -------- | --------------- | ---------- | ---------- |
| D        | Tiago Gonçalves | Novara     | prestito   |
| D        | Arman Markosyan | Fiorentina | svincolato |
| A        | Simone Ianesi   | Udinese    | prestito   |
| A        | Lorenzo Peli    | Atalanta   | prestito   |
| A        | Tomás Sosa      | Vis Pesaro | prestito   |

| Cessioni | Cessioni         | Cessioni   | Cessioni      |
| R.       | Nome             | a          | Modalità      |
| -------- | ---------------- | ---------- | ------------- |
| D        | Mattia Pretato   | Arezzo     | prestito      |
| C        | Giuseppe Aurelio | Palermo    | definitivo    |
| C        | Tommaso Fantacci | Empoli     | fine prestito |
| C        | Stefano Parodi   | Vis Pesaro | definitivo    |
| A        | Tomi Petrović    | Pordenone  | fine prestito |

## Risultati

### Serie C

#### Girone di andata
| Arbitro: | Diop (Treviglio) |

|              |           |  |
| Boganini 90’ | Marcatori |  |

| Arbitro: | Gigliotti (Cosenza) |

|                         |           |                         |
| Cioffi 51’ Fantacci 60’ | Marcatori | 3’, 41’ (rig.) Spagnoli |

| Arbitro: | Djurdjevic (Trieste) |

|                |           |              |
| Tiritiello 59’ | Marcatori | 71’ Nicastro |

| Arbitro: | De Angeli (Milano) |

|              |           |            |
| Petrović 90’ | Marcatori | 30’ Fedato |

| Arbitro: | Turrini (Firenze) |

|         |           |                  |
| Udoh 6’ | Marcatori | 80’ G. Benedetti |

| Arbitro: | Madonia (Palermo) |

|  |           |                        |
|  | Marcatori | 9’ (rig.), 52’ Disanto |

| Arbitro: | Baratta (Rossano) |

|                         |           |                                     |
| Speranza 13’ Pagani 47’ | Marcatori | 10’ Aurelio 17’ Cioffi 28’ Catanese |

| Arbitro: | Di Cicco (Lanciano) |

|            |           |  |
| Energe 58’ | Marcatori |  |

| Pontedera 19 ottobre 2022, ore 18:00 CEST 9ª giornata | Pontedera        | 0 – 0 referto | Recanatese | Stadio Ettore Mannucci (307 spett.)\| Arbitro: \| Leone (Barletta) \| |
| Arbitro:                                              | Leone (Barletta) |               |            |                                                                       |

| Arbitro: | Gauzolino (Torino) |

|            |           |                   |
| Borghi 16’ | Marcatori | 65’, 71’ Nicastro |

| Arbitro: | G. Sacchi (Macerata) |

|                |           |  |
| Nicastro 90+2’ | Marcatori |  |

| Arbitro: | Milone (Taurianova) |

|             |           |  |
| Aurelio 43’ | Marcatori |  |

| Arbitro: | Catanoso (Reggio Calabria) |

|              |           |             |
| Montalto 25’ | Marcatori | 8’ Catanese |

| Arbitro: | Mastrodomenico (Matera) |

|             |           |  |
| Aurelio 25’ | Marcatori |  |

| Arbitro: | Ceriello (Chiari) |

|            |           |                         |
| De Feo 67’ | Marcatori | 9’ Aurelio 55’ Perretta |

| Arbitro: | Scarpa (Collegno) |

|                              |           |             |
| Catanese 5’ G. Benedetti 59’ | Marcatori | 30’ Zamparo |

| Arbitro: | Baratta (Rossano) |

|              |           |                         |
| Cerasani 73’ | Marcatori | 19’ Nicastro 24’ Cioffi |

| Arbitro: | Burlando (Genova) |

|                   |           |                |
| Nicastro 34’, 82’ | Marcatori | 74’ Spedalieri |

| Arbitro: | Nicolini (Brescia) |

|             |           |  |
| Toscano 81’ | Marcatori |  |

#### Girone di ritorno
| Arbitro: | Marotta (Sapri) |

|                                            |           |                                             |
| Mutton 2’, 41’, 80’ Shiba 38’ Perretta 88’ | Marcatori | 20’ Fabbri 45’ Nanni 61’ Bellodi 67’ Biancu |

| Arbitro: | Lovison (Padova) |

|                                         |           |  |
| Petrella 15’ Di Massimo 37’ (rig.), 43’ | Marcatori |  |

| Pontedera 15 gennaio 2023, ore 14:30 CET 22ª giornata | Pontedera        | 0 – 0 referto | Lucchese | Stadio Ettore Mannucci (1 102 spett.)\| Arbitro: \| Andreano (Prato) \| |
| Arbitro:                                              | Andreano (Prato) |               |          |                                                                         |

| Arbitro: | Mucera (Palermo) |

|             |           |              |
| Rossoni 85’ | Marcatori | 43’ Nicastro |

| Arbitro: | Collu (Cagliari) |

|  |           |                                   |
|  | Marcatori | 22’, 56’ C. Shpendi 66’ Calderoni |

| Arbitro: | Cherchi (Carbonia) |

|              |           |                   |
| Paloschi 42’ | Marcatori | 90+5’ Marcandalli |

| Arbitro: | Pezzopane (L'Aquila) |

|                     |           |  |
| Ianesi 43’ Peli 52’ | Marcatori |  |

| Arbitro: | G. Sacchi (Macerata) |

|  |           |             |
|  | Marcatori | 75’ Capello |

| Arbitro: | Di Reda (Molfetta) |

|            |           |  |
| Sbaffo 58’ | Marcatori |  |

| Arbitro: | Ramondino (Palermo) |

|                        |           |                                                 |
| Ladinetti 25’ Peli 40’ | Marcatori | 9’ Ubaldi 36’ A. Rossi 82’ Gorelli 83’ F. Russo |

| Arbitro: | Iannello (Messina) |

|  |           |              |
|  | Marcatori | 30’ Catanese |

| Arbitro: | Angelucci (Foligno) |

|          |           |              |
| Vano 74’ | Marcatori | 13’ Nicastro |

| Pontedera 14 marzo 2023, ore 21:00 CET 32ª giornata | Pontedera          | 0 – 0 referto | Reggiana | Stadio Ettore Mannucci (713 spett.)\| Arbitro: \| Scatena (Avezzano) \| |
| Arbitro:                                            | Scatena (Avezzano) |               |          |                                                                         |

| Arbitro: | Gasperotti (Rovereto) |

|  |           |                                                 |
|  | Marcatori | 13’, 80’, 85’ (rig.) Nicastro 68’ (rig.) Cioffi |

| Arbitro: | Di Francesco (Ostia Lido) |

|                         |           |  |
| Cioffi 41’ Catanese 80’ | Marcatori |  |

| Arbitro: | Bonacina (Bergamo) |

|               |           |  |
| Tenkorang 87’ | Marcatori |  |

| Arbitro: | Canci (Carrara) |

|                            |           |  |
| G. Benedetti 41’ Guidi 83’ | Marcatori |  |

| Arbitro: | Grasso (Ariano Irpino) |

|  |           |                                       |
|  | Marcatori | 13’ Nicastro 25’, 29’ Peli 62’ Cioffi |

| Arbitro: | Mirabella (Napoli) |

|           |           |                  |
| Guidi 36’ | Marcatori | 28’ (rig.) Arena |

### Play-off
| Arbitro: | Sfira (Pordenone) |

|                        |           |             |
| Nicastro 4’ Cioffi 10’ | Marcatori | 34’ Santini |

| Arbitro: | Giordano (Novara) |

|              |           |                     |
| Semeraro 87’ | Marcatori | 13’ (rig.) Nicastro |

### Coppa Italia Serie C
| Arbitro: | Cerbasi (Arezzo) |

|  |           |              |
|  | Marcatori | 118’ Aurelio |

| Arbitro: | Mirabella (Napoli) |

|  |           |           |
|  | Marcatori | 27’ Somma |

| Arbitro: | D'Eusanio (Faenza) |

|                |           |  |
| Spolverini 29’ | Marcatori |  |

## Statistiche

### Statistiche di squadra
| Competizione         | Punti | In casa | In casa | In casa | In casa | In casa | In casa | In trasferta | In trasferta | In trasferta | In trasferta | In trasferta | In trasferta | Totale | Totale | Totale | Totale | Totale | Totale | D.R. |
| Competizione         | Punti | G       | V       | N       | P       | Gf      | Gs      | G            | V            | N            | P            | Gf           | Gs           | G      | V      | N      | P      | Gf     | Gs     | D.R. |
| -------------------- | ----- | ------- | ------- | ------- | ------- | ------- | ------- | ------------ | ------------ | ------------ | ------------ | ------------ | ------------ | ------ | ------ | ------ | ------ | ------ | ------ | ---- |
| Serie C              | 60    | 19      | 9       | 6       | 4       | 24      | 20      | 19           | 7            | 6            | 6            | 24           | 19           | 38     | 16     | 12     | 10     | 48     | 39     | +9   |
| Play-off             | -     | 1       | 1       | 0       | 0       | 2       | 1       | 1            | 0            | 1            | 0            | 1            | 1            | 2      | 1      | 1      | 0      | 3      | 2      | +1   |
| Coppa Italia Serie C | -     | 0       | 0       | 0       | 0       | 0       | 0       | 3            | 2            | 0            | 1            | 2            | 1            | 3      | 2      | 0      | 1      | 2      | 1      | +1   |
| Totale               | 60    | 20      | 10      | 6       | 4       | 26      | 21      | 23           | 9            | 7            | 7            | 27           | 21           | 43     | 19     | 13     | 11     | 53     | 42     | +11  |

### Andamento in campionato
| Giornata  | 1  | 2  | 3  | 4  | 5  | 6  | 7  | 8  | 9  | 10 | 11 | 12 | 13 | 14 | 15 | 16 | 17 | 18 | 19 | 20 | 21 | 22 | 23 | 24 | 25 | 26 | 27 | 28 | 29 | 30 | 31 | 32 | 33 | 34 | 35 | 36 | 37 | 38 |
| --------- | -- | -- | -- | -- | -- | -- | -- | -- | -- | -- | -- | -- | -- | -- | -- | -- | -- | -- | -- | -- | -- | -- | -- | -- | -- | -- | -- | -- | -- | -- | -- | -- | -- | -- | -- | -- | -- | -- |
| Luogo     | T  | C  | T  | C  | T  | C  | T  | T  | C  | T  | C  | C  | T  | C  | T  | C  | T  | C  | T  | C  | T  | C  | T  | C  | T  | C  | C  | T  | C  | T  | T  | C  | T  | C  | T  | C  | T  | C  |
| Risultato | P  | N  | N  | N  | N  | P  | V  | P  | N  | V  | V  | V  | N  | V  | V  | V  | V  | V  | P  | V  | P  | N  | N  | P  | N  | V  | N  | P  | P  | V  | N  | N  | V  | V  | P  | V  | V  | N  |
| Posizione | 18 | 17 | 17 | 16 | 16 | 18 | 16 | 16 | 15 | 13 | 11 | 11 | 11 | 11 | 9  | 7  | 5  | 4  | 5  | 4  | 5  | 6  | 7  | 7  | 7  | 6  | 7  | 7  | 8  | 7  | 8  | 8  | 7  | 7  | 7  | 6  | 6  | 6  |

Legenda:

Luogo: C = Casa; T = Trasferta. Risultato: V = Vittoria; N = Pareggio; P = Sconfitta.